# 新保吉伸
新保 吉伸（にいほ よしのぶ、1961年10月10日 - ）は、日本の精肉店店主・レストランオーナー。京都府出身。近江牛を扱う精肉店「サカエヤ」代表を務める。

## 来歴
高校を卒業後、1年間は自動車会社、花屋、葬儀屋など、いろんな職業を経験した後、19歳から精肉店に勤め、27歳で独立する。
2000年までは、どこにでもあるような街の精肉店だったが、2001年9月に発生した牛海綿状脳症（BSE、狂牛病）により、大きなダメージを受け多額の負債を抱えた。当時400件あった取引先は1年の間に0件となる。返済先送りの融資での維持が限界に近づいたところで、インターネットでの販売に活路を見出す。独自にトレーサビリティシステムを開発し、これは「関西IT百撰」で優秀賞、経済産業省推進事業IT経営百選2006最優秀賞を受賞した。その効果もあり、徐々に売り上げが回復した。
その後も、生産農家との取り組みが評価され、フード・アクション・ニッポンアワード2010優秀賞 、フード・アクション・ニッポンアワード2014審査委員特別賞を受賞した。
2015年、北海道様似の駒谷牧場のアンガス牛を「ジビーフ」としてブランディングした。
2016年、愛農学園農業高等学校の養豚部が育てている豚を「愛農ポーク」としてブランディングした。
2017年9月21日に店舗を移転し、レストラン「セジール」を併設。
2019年5月7日オンエアされたNHK総合『プロフェッショナル仕事の流儀』"我流、肉道～精肉店店主・新保吉伸～"では、名もなきノーブランドの牛肉を、最高ランクに匹敵する味へと生まれ変わらせる男として紹介された。
現在は精肉業者育成にも力を入れ、全国から研修生も受け入れている。

## 受賞歴
- 2010年 10月　滋賀Web大賞
- 2011年 2月　FOOD ACTION NIPPONフード・アクション ニッポンアワード2010プロダクト部門優秀賞
- 2014年 11月　FOOD ACTION NIPPONフード・アクション ニッポンアワード2014審査員特別賞
- 2021年 2月　Gault &Millau（ゴ・エ・ミヨ）イノベーション賞
- 2023年 3月　「bean47」2022 年度 全日本・食学会 流通関係者賞

## 著書
- 『どんな肉でも旨くする』世界文化社、2019年7月